# Boca de San Miguel
Boca de San Miguel är en ort i Mexiko.   Den ligger i kommunen Tlacotalpan och delstaten Veracruz, i den sydöstra delen av landet, 400 km öster om huvudstaden Mexico City. Boca de San Miguel ligger 11 meter över havet och antalet invånare är 394.
Terrängen runt Boca de San Miguel är mycket platt, och sluttar västerut. Runt Boca de San Miguel är det ganska tätbefolkat, med 70 invånare per kvadratkilometer. Närmaste större samhälle är Lerdo de Tejada, 19,6 km norr om Boca de San Miguel. Omgivningarna runt Boca de San Miguel är en mosaik av jordbruksmark och naturlig växtlighet.